# АЕС Сирт
Атомна електростанція Сирт (араб. المقاعة سرت المناطقة النووي) була запланованою атомною електростанцією в Лівії. Вона повинна була розташовуватися поблизу лівійського міста Сирт в однойменній бухті. Загальна валова потужність двох реакторів АЕС мала становити 880 МВт. Основною країною-постачальником мав стати Радянський Союз.

## Історія та технічна інформація

### Витоки
У середині 1970-х років Радянський Союз зробив Лівії пропозицію побудувати атомну електростанцію. Однією з можливих локацій нарешті було обрано місце біля міста Сирт в однойменній бухті. У 1977 році уряд Лівії підписав контракт з компанією «Атоменергоекспорт» (нині «Атомбудекспорт») на проєктування та подальшу виставку двох реакторів з водою під тиском ВВЕР-440. Крім вироблення електроенергії, електростанція повинна була також опріснювати морську воду.
Ще до цього Каддафі звернувся по допомогу в придбанні ядерних технологій до низки країн, серед них до Китайської Народної Республіки. У межах цих зусиль співпраця з Пакистаном, розпочата в 1977 році, на деякий час виявилася доволі результативною. Вважалося, що Лівія надає фінансову допомогу, а пізніше постачає урановий жовтий кек, що походить з Нігеру, в надії, що врешті-решт це буде компенсовано зброєю з Пакистану. Однак в інтерв'ю індійській газеті в березні 1986 року Каддафі заявив, що Лівія ніколи не допоможе Пакистану придбати ядерну бомбу.
У 1980-х роках існували побоювання, що Лівія зловживатиме реакторами для виробництва ядерної зброї з отриманих продуктів ділення. З цієї причини конструкція реактора була змінена таким чином, що реактор виробляв лише приблизно 70 кг плутонію на рік при номінальному навантаженні. Оскільки бельгійську компанію Belgonuclearaire не задовольнила пропозиція Радянського Союзу, вони запропонували побудувати станцію самостійно. Після виявлення того, що Лівія може отримати плутоній з реактора, вона відкликала свою пропозицію, і контракт з Радянським Союзом було підтверджено.
У 1986 році на Чорнобильській АЕС у Радянському Союзі сталася ядерна аварія, і це була одна з причин, чому плани будівництва станції були припинені, оскільки лівійська сторона занепокоїлася безпекою радянської технології. Ще одна причина полягала в тому, що електростанція була занадто капіталомісткою. У той час Лівія інвестувала в інші проєкти, і електростанцію потрібно було окупити приблизно через 15 років, вартістю 4 мільярди доларів США. Після цього проєкт було скасовано до подальшого розпорядження та не відновлено. З цієї причини плани будівництва в Лівії дев'яти реакторів потужністю 440 МВт були скасовані.
Реактори цієї ж серії будували на атомній електростанції Юрагуа на Кубі, але будівництво було припинено в 1992 році.

## Інформація про реактори
| Реактор | Тип реактора | Продуктивність | Продуктивність | Початок будівництва         | Підключення до мережі       | Введення в експлуатацію     | Закриття                    |
| Реактор | Тип реактора | Нетто          | Брутто         | Початок будівництва         | Підключення до мережі       | Введення в експлуатацію     | Закриття                    |
| ------- | ------------ | -------------- | -------------- | --------------------------- | --------------------------- | --------------------------- | --------------------------- |
| Сирт-1  | ВВЕР-440/318 | 408 МВт        | 440 МВт        | Проєкт зупинено в 1986 році | Проєкт зупинено в 1986 році | Проєкт зупинено в 1986 році | Проєкт зупинено в 1986 році |
| Сирт-2  | ВВЕР-440/318 | 408 МВт        | 440 МВт        | Проєкт зупинено в 1986 році | Проєкт зупинено в 1986 році | Проєкт зупинено в 1986 році | Проєкт зупинено в 1986 році |